# Sigvard Hultcrantz
Sigvard Gustav Emanuel Hultcrantz (ur. 22 maja 1888 w Åmål, zm. 4 marca 1955 w Sztokholmie) — szwedzki strzelec, srebrny medalista Igrzysk Olimpijskich 1920 z Antwerpii w drużynowym strzelaniu z karabinu małokalibrowego z 50 m i w drużynowym strzelaniu z pistoletu dowolnego z 50 m. Reprezentant klubu KA 2 IF Karlskrona.